# Валєєв Акрам Мухаррамович
Валєєв Акрам Мухаррамович (28 липня 1908 — 19 березня 1963) — башкирський поет. Член КПРС з 1944. Україні присвятив цикл віршів «Українські ескізи» (1939), поему «Гата Ідельбаєв» (1945), поезії «Другові» (1946), «Дніпро» (1957) та інші.
У 1939, разом з Г. Гумером, переклав Шевченкову поему «Сон» (журнал «Октябръ», № 3). Образ Шевченка відтворив у поезії «Дорога» (1939). Автор статті «Народний співець» (1961), в якій розкрив значення творчості українського поета в духовному житті башкирського народу.